# Айсберг (фильм)
«Айсберг» (англ. Titanic II, дословный перевод — «Титаник 2») — фильм-мокбастер 2010 года, режиссёр и исполнитель главной роли — Шэйн Ван Дайк. Бюджет фильма составил 500 000 долларов. Является неофициальным сиквелом знаменитого фильма «Титаник» Джеймса Кэмерона.

## Сюжет
Действие проходит в апреле 2012 года, ровно через 100 лет после катастрофы на «Титанике». «Титаник II», новый круизный лайнер класса «люкс», должен совершить путешествие по тому же маршруту, что и предшественник, но только в обратную сторону.
Тем временем в Арктике происходит подводное землетрясение, которое вызывает сильнейшее цунами, которое относит айсберг прямо к «Титанику II», в результате чего происходит невероятное столкновение.

## В ролях
- Шейн Ван Дайк — Хэйден Уолш
- Мэри Вестбрук — Эми Майн
- Брук Бернс — доктор Ким Пэттерсон
- Мишель Глевен — Келли Вэйд
- Д.С. Дуглас — капитан Джозеф Устлин

## Съёмки
Для съёмок использовалось судно «RMS Queen Mary», которое также использовали для съёмки фильма  «Приключение „Посейдона“».
Также в кадр часто попадает модель оригинального «Титаника».

## Факты
Действие фильма происходит в 2012 году, однако самого корабля «Титаник II» на тот момент не существовало. Судно хотят спустить на воду в 2027 году.

## Критика
На IMDB и «Кинопоиске» рейтинг фильма катастрофически мал — 1,5 и 1,523 соответственно.